# Nivôse

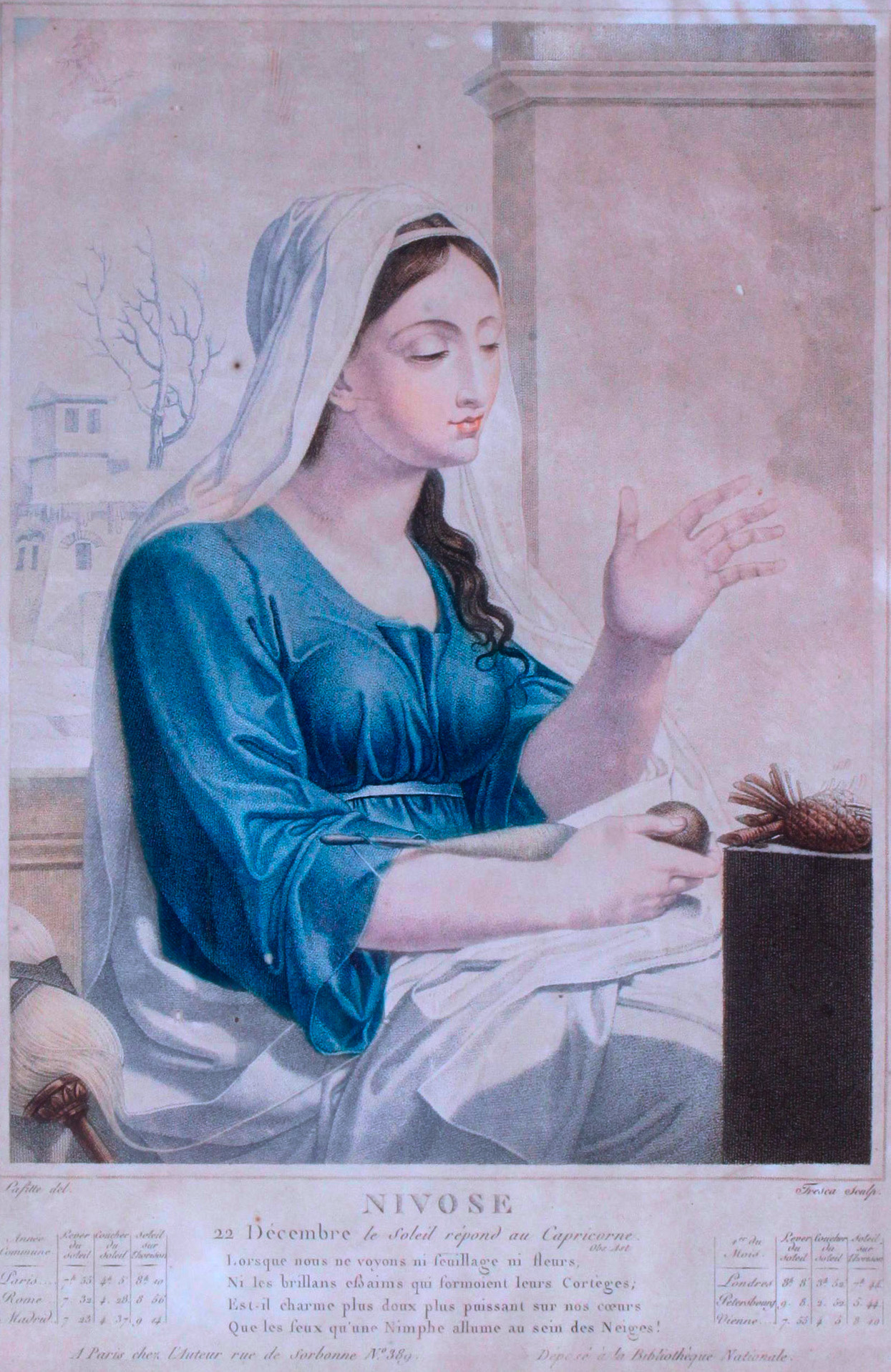
Allegorie des Nivôse

Der Nivôse (auch Nivose; deutsch auch Schneemonat) ist der vierte Monat des republikanischen Kalenders der Französischen Revolution. Er folgt auf den Frimaire, ihm folgt der Pluviôse.
Der Name ist von lateinisch nix, nivis abgeleitet und bedeutet daher etwa ‚der Schneereiche‘. Der Nivôse ist der erste Monat des Winterquartals (mois d’hiver) und damit der vierte Monat des französischen Revolutionsjahrs. Er beginnt etwa am 22. Dezember und endet etwa am 20. Januar.

## Tagesnamen
Wie alle Monate des Französischen Revolutionskalenders hatte der Nivôse 30 Tage, die in drei Dekaden eingeteilt wurden. Im Gegensatz zu den anderen Monaten sind die Tagesnamen des Nivôse keine Pflanzennamen, sondern Minerale und tierische Substanzen (außer am Quintidi und Decadi, die wie gewöhnlich nach Nutztieren und Geräten benannt sind). Fabre d’Églantine bemerkte dazu: „Im Nivôse ist die Erde versiegelt und gewöhnlich mit Schnee bedeckt. In dieser Zeit ruht die Erde und es finden sich keine pflanzlichen Agrarprodukte, um diesen Monat zu charakterisieren. Stattdessen haben wir Namen von Substanzen aus dem Tier- und Mineralreich gewählt, die für die Landwirtschaft nützlich sind.“
An den Tagesnamen des Nivôse wurden die meisten Änderungen vorgenommen. Fabre d’Églantine drang nicht durch mit seinen Vorschlägen, die Winterniederschläge „Eis“ und „Schnee“ miteinzubeziehen. „Wachs“ und „Honig“ wurden in den Frimaire verschoben, so dass das ursprüngliche Prinzip, Tierprodukte nur als Namen für den Nivôse zuzulassen, durchbrochen wurde. Außerdem war es offenbar d’Églantines Absicht, nur die klassischen fünf unedlen Metalle aufzunehmen. Die Nationalversammlung fügte als sechstes das erst im 17. Jahrhundert wiederentdeckte Zink hinzu.
|                                                                                           | 1re Décade | 1re Décade                             | 2e Décade | 2e Décade                                     | 3e Décade | 3e Décade                               |
| Primidi                                                                                   | 1.         | Tourbe (Torf) Neige (Schnee)           | 11.       | Granit (Granit) Poix (Pech)                   | 21.       | Pierre à plâtre (Gips) Grès (Sandstein) |
| Duodi                                                                                     | 2.         | Houille (Kohle) Glace (Eis)            | 12.       | Argile (Tonerde) Térébenthine (Terpentin)     | 22.       | Sel (Salz) Silex (Feuerstein)           |
| Tridi                                                                                     | 3.         | Bitume (Asphalt) Miel (Honig)          | 13.       | Ardoise (Schiefer) Argile (Ton)               | 23.       | Fer (Eisen) Mercure (Quecksilber)       |
| Quartidi                                                                                  | 4.         | Soufre (Schwefel) Cire (Wachs)         | 14.       | Grès (Sandstein) Marne (Mergel)               | 24.       | Cuivre (Kupfer) Plomb (Blei)            |
| Quintidi                                                                                  | 5.         | Chien (Hund)                           | 15.       | Lapin (Kaninchen)                             | 25.       | Chat (Katze)                            |
| Sextidi                                                                                   | 6.         | Lave (Lava) Fumier (Dung)              | 16.       | Silex (Feuerstein) Plâtre (Gips)              | 26.       | Étain (Zinn)                            |
| Septidi                                                                                   | 7.         | Terre végétale (Humus) Pétrole (Erdöl) | 17.       | Marne (Mergel) Pierre à chaux (Kalkstein)     | 27.       | Plomb (Blei) Cuivre (Kupfer)            |
| Octidi                                                                                    | 8.         | Fumier (Dung) Houille (Kohle)          | 18.       | Pierre à chaux (Kalkstein) Ardoise (Schiefer) | 28.       | Zinc (Zink) Fer (Eisen)                 |
| Nonidi                                                                                    | 9.         | Salpêtre (Salpeter) Résine (Harz)      | 19.       | Marbre (Marmor) Sable (Sand)                  | 29.       | Mercure (Quecksilber) Sel (Salz)        |
| Décadi                                                                                    | 10.        | Fléau (Dreschflegel)                   | 20.       | Van (Pferdewagen)                             | 30.       | Crible (Kornsieb)                       |
| Vorschläge von Fabre d’Églantine, die nicht akzeptiert wurden, erscheinen in Kleinschrift |            |                                        |           |                                               |           |                                         |

## Umrechnungstafel
| I. | II. | III. | V. | VI. | VII. |

| Dezember | 1792–1793 | 1793–1794 | 1794–1795 | 1796–1797 | 1797–1798 | 1798–1799 | Januar |

| I. | II. | III. | V. | VI. | VII. |

| Dezember | 1792–1793 | 1793–1794 | 1794–1795 | 1796–1797 | 1797–1798 | 1798–1799 | Januar |

| IV. | VIII. | IX. | X. | XI. | XIII. | XIV. |

| Dezember | 1795–1796 | 1799–1800 | 1800–1801 | 1801–1802 | 1802–1803 | 1804–1805 | 1805 | Januar |

| IV. | VIII. | IX. | X. | XI. | XIII. | XIV. |

| Dezember | 1795–1796 | 1799–1800 | 1800–1801 | 1801–1802 | 1802–1803 | 1804–1805 | 1805 | Januar |

| XII. |

| Dezember | 1803–1804 | Januar |

| XII. |

| Dezember | 1803–1804 | Januar |

## Umrechnungsbeispiel
Zu ermitteln ist der 3. Nivôse IX.
Das Jahr IX steht in der mittleren Tabelle, darunter die gregorianischen Jahre 1800 und 1801. Unter dem 3. (obere Tageszeile) steht der 24. Da dieser vor dem Monatsübergang (31.→1.) liegt, ist der Dezember gemeint. Da das Datum vor dem Jahresübergang liegt, ist das kleinere Jahr (1800) gemeint.
Das gregorianische Datum ist also der 24. Dezember 1800.
Siehe auch: Umrechnungstafel zwischen gregorianischem und republikanischem Kalender.